# Дејсланд (Алберта)
Дејсланд (енгл. Daysland) је малена варош у централном делу канадске провинције Алберта и део је статистичке регије Централна Алберта. Налази се на 43 км источно од града Камроуз на деоници локалног ауто-пута 13.
Насеље је основано 1905, а већ у априлу наредне године добило је статус села, а у априлу 1907. године и статус вароши. Име је добило по свом оснивачи и првом начелнику Еџертону Деју (Edgerton W. Day).
Према резултатима пописа становништва из 2011. у варошици је живело 807 становника у 352 домаћинства, што је за 1,3% мање у односу на попис из 2006. када је регистровано 818 житеља.

## Становништво
| 2006. | 2011. |
| ----- | ----- |
| 818   | 807   |